# Voltam Ibojka
A Voltam Ibojka Oláh Ibolya 2018 októberében megjelenő könyvcédéje, mely az azonos című színpadi este dalait tartalmazza. A dalokat egytől egyig Presser Gábor, a Vígszínház zenei vezetője írta, többek között Parti Nagy Lajos, Sztevanovity Dusán, Varró Dániel, Závada Péter szövegeire. Az albumról azonos címmel megjelent már korábban egy dal a Lo©oVoX gondozásában, a dalnak a zenéje mellett a szövegét is Presser írta.

## A CD-n, valamint a színházi esten elhangzó dalok
| #  | Cím                    | Zeneszerző / szövegíró                            | Hossz |
| -- | ---------------------- | ------------------------------------------------- | ----- |
| 1  | A szerelmet választom  | Presser Gábor / Presser Gábor                     | 1:09  |
| 2  | Voltam Ibojka          | Presser Gábor / Presser Gábor                     | 3:20  |
| 3  | Rózsacsokor-variációk  | Presser Gábor / Erdős Virág verse                 | 3:23  |
| 4  | De szégyen élni        | Presser Gábor / Szép Ernő verse                   | 1:25  |
| 5  | Hosszú nap el          | Presser Gábor / Borbély Szilárd verse             | 1:19  |
| 6  | Annál is könnyedébben  | Presser Gábor / Parti Nagy Lajos verse            | 2:33  |
| 7  | A legszebb vers        | Presser Gábor / Erdős Virág verse                 | 3:23  |
| 8  | Szemebogarán           | Presser Gábor / Parti Nagy Lajos verse            | 2:14  |
| 9  | Pengetni fogsz         | Presser Gábor / Presser Gábor                     | 3:42  |
| 10 | Iszom, dohányzom       | Presser Gábor / Parti Nagy Lajos verse            | 1:03  |
| 11 | Egy rohadt tangó       | Presser Gábor / Presser Gábor                     | 2:15  |
| 12 | Jó estét nyár          | Presser Gábor / Fejes Endre és Sztevanovity Dusán | 3:11  |
| 13 | Ibolyavirágszál        | Presser Gábor / Presser Gábor                     | 3:42  |
| 14 | Indiánnyár             | Presser Gábor / Závada Péter verse                | 1:56  |
| 15 | Félek, elalszom        | Presser Gábor / Varró Dániel verse                | 1:09  |
| 16 | Francia dal            | Presser Gábor / Sztevanovity Dusán                | 3:20  |
| 17 | Pékszombat             | Presser Gábor / Parti Nagy Lajos verse            | 1:41  |
| 18 | Amióta elszakadtál     | Presser Gábor / Kern András és Presser Gábor      | 3:37  |
| 19 | Semmi vacak nő         | Presser Gábor / Presser Gábor                     | 3:01  |
| 20 | A kagyló               | Presser Gábor / Parti Nagy Lajos verse            | 2:13  |
| 21 | A halál lábon          | Presser Gábor / Parti Nagy Lajos verse            | 0:17  |
| 22 | Éjfél utáni dal        | Presser Gábor / Presser Gábor                     | 4:31  |
| 23 | Találjmárrám           | Presser Gábor / Presser Gábor                     | 3:21  |
| 24 | Körúti szél            | Presser Gábor / Kántor Péter verse                | 2:16  |
| 25 | Este                   | Presser Gábor / Kántor Péter verse                | 1:19  |
| 26 | Pakol a nyár           | Presser Gábor / Kántor Péter verse                | 1:13  |
| 27 | Valaki téged is szeret | Presser Gábor / Presser Gábor                     | 4:49  |
| 28 | Jócukor                | Presser Gábor / Parti Nagy Lajos verse            | 1:08  |

## Az albumon közreműködő zenészek
- Oláh Ibolya – ének
- Presser Gábor – billentyű